# Collegio elettorale di Mirano (Regno d'Italia)
Il collegio elettorale di Mirano è stato un collegio elettorale uninominale del Regno d'Italia per l'elezione della Camera dei deputati.

## Storia
Il collegio uninominale venne istituito, insieme ad altri 49, tramite regio decreto 13 ottobre 1866, n. 3282, aggiungendosi ai 443 collegi già definiti nel 1861.
Fu soppresso nel 1882 in seguito alla riforma che stabilì complessivamente 135 collegi elettorali.
Venne poi ricostituito come collegio uninominale tramite regio decreto 14 giugno 1891, n. 280, in seguito alla riforma che stabilì complessivamente 508 collegi elettorali.
Fu soppresso nel 1919 in seguito alla riforma che definì 54 collegi elettorali.
| Legislature           | VIII | IX   | X    | XI   | XII  | XIII | XIV  | XV   | XVI  | XVII | XVIII | XIX  | XX   | XXI  | XXII | XXIII | XXIV | XXV  | XXVI | XXVII | XXVIII | XXIX | XXX  |
| --------------------- | ---- | ---- | ---- | ---- | ---- | ---- | ---- | ---- | ---- | ---- | ----- | ---- | ---- | ---- | ---- | ----- | ---- | ---- | ---- | ----- | ------ | ---- | ---- |
| Elezioni              | 1861 | 1865 | 1867 | 1870 | 1874 | 1876 | 1880 | 1882 | 1886 | 1890 | 1892  | 1895 | 1897 | 1900 | 1904 | 1909  | 1913 | 1919 | 1921 | 1924  | 1929   | 1934 | 1939 |
| Deputati nel collegio |      | 1    | 1    | 1    | 1    | 1    | 1    |      |      |      | 1     | 1    | 1    | 1    | 1    | 1     | 1    |      |      |       |        |      |      |
|                       |      |      |      |      |      |      |      |      |      |      |       |      |      |      |      |       |      |      |      |       |        |      |      |
| Totale eletti         | 443  | 493  | 493  | 508  | 508  | 508  | 508  | 508  | 508  | 508  | 508   | 508  | 508  | 508  | 508  | 508   | 508  | 508  | 535  | 535   | 400    | 400  |      |
| Numero collegi        | 443  | 493  | 493  | 508  | 508  | 508  | 508  | 135  | 135  | 135  | 508   | 508  | 508  | 508  | 508  | 508   | 508  | 54   | 40   | 15    | 1      | 1    |      |

## Comuni
- Con il Regio Decreto 13 ottobre 1866, n. 3282, il collegio uninominale definito n. 478 - Mirano n. 478    raggruppava i seguenti 17 comuni: Mirano, Pianiga, Santa Maria di Sala, Noale, Scorzè, Salzano, Dolo, Campagna, Campolongo,Camponogara, Fiesso, Fossò, Stra, Vigonovo, Gambarare, Oriago, Mira,[3]
- Nel 1882 , con il RD 999 del 24 sett, 1882,[4]  fu sostituito dal collegio plurinominale  (tre deputati)  e i comuni furono aggregati in Mandamenti. Il Collegio, definito«n. 131 - Venezia II, capoluogo Dolo» comprendeva i Mandamenti di Cavarzere, Chioggia, Dolo, Mirano, Portogruaro, San Donà di Piave[5]
- Dal 1892 , con RD n.280 del 14 giugno 1891 si ristabilì, in virtù della legge 210 del 5 maggio 1891,  il sistema maggioritario con collegio uninominale, con eventuale ballottaggio. Questo nuovo collegio Mirano era uno dei sei collegi della Provincia di Venezia: «Venezia I, Venezia II, Venezia III , Mirano, Portogruaro, Chioggia»  e riaggregava lo stesso territorio del primo Collegio del 1866 con i 15 Comuni : Mirano, Noale, Pianiga, Salzano, Santa Maria di Sala, Scorzè, Dolo, Campagna Lupia, Campolongo Maggiore, Camponogara, Fiesso d'Artico, Fossò, Mira, Stra, Vigonovo.

## Deputati eletti

### Collegio uninominale “Mirano”
- Dalla IX legislatura del Regno d'Italia ( elezione del 25 novembre 1866) alla XIV legislatura del Regno d'Italia (elezione del 16-5-1880) per Destra fu eletto Isacco Maurogonato Pesaro[6]
- Dalla XVII legislatura del Regno d'Italia  (elezione del 6 novembre 1892 ) alla XXII legislatura del Regno d'Italia  (elezione del 6 novembre 1904) fu eletto per il Partito della Democrazia e il Partito Repubblicano Italiano Egisto Zabeo
- Dalla XXII legislatura del Regno d'Italia  ( (elezione del 24 marzo 1909) alla XXIII legislatura del Regno d'Italia  ( (elezione del 27 novembre 1913) fu eletto per il Partito conservatore Piero Foscari[7]

### Collegio plurinominale  “Venezia II – Dolo ”
1882 – XV legislatura del Regno d'Italia
Nella elezione del 1882 gli eletti su 9614 iscritti
- Giuseppe Micheli (3125 voti), Ingegnere (Livorno 30 marzo 1823- Castellamare di Stabia 1 aprile 1883)  Già deputato nel Collegio uninominale di Chioggia[9]  nel 1876 e 1880[10]
- Clemente Pellegrini (2841 voti)
- Sebastiano Giovanni Francesco Tecchio (2350 voti)  ( Vicenza 19 agosto 1844 – Venezia 11 giugno 1931),  figlio dell’omonimo Senatore del Regno, il vicentino Sebastiano Tecchio e di Giuseppina Verona. Avvocato,  direttore del giornale «L’Adriatico» di Venezia (1876-1909) . Già deputato nel 1876 a collegio di Thiene e successivamente eletto per la Sinistra (Unione democratica sociale, poi Unione democratica) dal 1892 al 1904 nel collegio uninominale Venezia I. Senatore dal 1911 al 1922[11]

Nell'elezione suppletiva del 1883 sono eletti:
- Isacco Maurogonato Pesaro
- Amos Bernini (Melara sul Po 11 marzo 1842 – Rovigo il 29 novembre 1909), già deputato nella XII, XIII, XIV legislatura, ottiene 1551 voti su 4301 votanti[13]

1886 – XVI legislatura del Regno d'Italia
Il 23 maggio 1886 furono eletti
- Angelo Papadopoli (3910 voti) già  deputato dal 1880 al 1913[15]
- Aristide Gabelli 3785 voti
- Roberto Galli 3535 voti[16]

## Dati elettorali
Nel collegio si svolsero elezioni per tredici legislature.

### IX legislatura
Le votazioni si svolsero in 493 collegi uninominali a doppio turno con la stessa normativa precedente (al primo turno un numero di voti maggiore di un terzo degli iscritti al voto).
| Partito                            | Partito                            | Candidato                          | Risultati 25 novembre 1866 | Risultati 25 novembre 1866 |
| Partito                            | Partito                            | Candidato                          | Voti                       | %                          |
| ---------------------------------- | ---------------------------------- | ---------------------------------- | -------------------------- | -------------------------- |
|                                    | —                                  | Isacco Maurogonato Pesaro          | 209                        | 67,42                      |
|                                    | —                                  | Pier Luigi Bembo                   | 101                        | 32,58                      |
|                                    |                                    |                                    |                            |                            |
| Iscritti                           | Iscritti                           | Iscritti                           | 418                        | 100,00                     |
| ↳ Votanti (% su iscritti)          | ↳ Votanti (% su iscritti)          | ↳ Votanti (% su iscritti)          | 322                        | 77,03                      |
| ↳ Voti validi (% su votanti)       | ↳ Voti validi (% su votanti)       | ↳ Voti validi (% su votanti)       | 310                        | 96,27                      |
| ↳ Schede non valide (% su votanti) | ↳ Schede non valide (% su votanti) | ↳ Schede non valide (% su votanti) | 12                         | 3,73                       |
| ↳ Astenuti (% su iscritti)         | ↳ Astenuti (% su iscritti)         | ↳ Astenuti (% su iscritti)         | 96                         | 22,97                      |

### X legislatura
Le votazioni si svolsero in 493 collegi uninominali a doppio turno con la stessa normativa precedente (al primo turno un numero di voti maggiore di un terzo degli iscritti al voto).
| Partito                            | Partito                            | Candidato                          | Risultati 10 marzo 1867 | Risultati 10 marzo 1867 |
| Partito                            | Partito                            | Candidato                          | Voti                    | %                       |
| ---------------------------------- | ---------------------------------- | ---------------------------------- | ----------------------- | ----------------------- |
|                                    | —                                  | Isacco Maurogonato Pesaro          | 178                     | 65,93                   |
|                                    | —                                  | Pier Luigi Bembo                   | 92                      | 34,07                   |
|                                    |                                    |                                    |                         |                         |
| Iscritti                           | Iscritti                           | Iscritti                           | 409                     | 100,00                  |
| ↳ Votanti (% su iscritti)          | ↳ Votanti (% su iscritti)          | ↳ Votanti (% su iscritti)          | 276                     | 67,48                   |
| ↳ Voti validi (% su votanti)       | ↳ Voti validi (% su votanti)       | ↳ Voti validi (% su votanti)       | 270                     | 97,83                   |
| ↳ Schede non valide (% su votanti) | ↳ Schede non valide (% su votanti) | ↳ Schede non valide (% su votanti) | 6                       | 2,17                    |
| ↳ Astenuti (% su iscritti)         | ↳ Astenuti (% su iscritti)         | ↳ Astenuti (% su iscritti)         | 133                     | 32,52                   |

### XI legislatura
Le votazioni si svolsero in 508 collegi uninominali a doppio turno con la normativa del 1860 (al primo turno un numero di voti maggiore di un terzo degli iscritti al voto).
| Partito                            | Partito                            | Candidato                          | Risultati 221 | Risultati 221 |
| Partito                            | Partito                            | Candidato                          | Voti          | %             |
| ---------------------------------- | ---------------------------------- | ---------------------------------- | ------------- | ------------- |
|                                    | —                                  | Isacco Maurogonato Pesaro          | 213           | 98,16         |
|                                    | —                                  | PIer Luigi Bembo                   | 4             | 1,84          |
|                                    |                                    |                                    |               |               |
| Iscritti                           | Iscritti                           | Iscritti                           | 504           | 100,00        |
| ↳ Votanti (% su iscritti)          | ↳ Votanti (% su iscritti)          | ↳ Votanti (% su iscritti)          | 504           | 100,00        |
| ↳ Voti validi (% su votanti)       | ↳ Voti validi (% su votanti)       | ↳ Voti validi (% su votanti)       | 217           | 43,06         |
| ↳ Schede non valide (% su votanti) | ↳ Schede non valide (% su votanti) | ↳ Schede non valide (% su votanti) | 287           | 56,94         |
| ↳ Astenuti (% su iscritti)         | ↳ Astenuti (% su iscritti)         | ↳ Astenuti (% su iscritti)         | 0             | 0,00          |

### XII legislatura
Le votazioni si svolsero in 508 collegi uninominali a doppio turno con la normativa del 1860 (al primo turno un numero di voti maggiore di un terzo degli iscritti al voto).
| Partito                            | Partito                            | Candidato                          | Risultati 8 novembre 1874 | Risultati 8 novembre 1874 |
| Partito                            | Partito                            | Candidato                          | Voti                      | %                         |
| ---------------------------------- | ---------------------------------- | ---------------------------------- | ------------------------- | ------------------------- |
|                                    | —                                  | Isacco Maurogonato Pesaro          | 290                       | 95,71                     |
|                                    | —                                  | Eustorgio Caffi                    | 13                        | 4,29                      |
|                                    |                                    |                                    |                           |                           |
| Iscritti                           | Iscritti                           | Iscritti                           | 682                       | 100,00                    |
| ↳ Votanti (% su iscritti)          | ↳ Votanti (% su iscritti)          | ↳ Votanti (% su iscritti)          | 310                       | 45,45                     |
| ↳ Voti validi (% su votanti)       | ↳ Voti validi (% su votanti)       | ↳ Voti validi (% su votanti)       | 303                       | 97,74                     |
| ↳ Schede non valide (% su votanti) | ↳ Schede non valide (% su votanti) | ↳ Schede non valide (% su votanti) | 7                         | 2,26                      |
| ↳ Astenuti (% su iscritti)         | ↳ Astenuti (% su iscritti)         | ↳ Astenuti (% su iscritti)         | 372                       | 54,55                     |

### XIII legislatura
Le votazioni si svolsero in 508 collegi uninominali a doppio turno con la normativa del 1860 (al primo turno un numero di voti maggiore di un terzo degli iscritti al voto).
| Partito                            | Partito                            | Candidato                          | Risultati 5 novembre 1876 | Risultati 5 novembre 1876 |
| Partito                            | Partito                            | Candidato                          | Voti                      | %                         |
| ---------------------------------- | ---------------------------------- | ---------------------------------- | ------------------------- | ------------------------- |
|                                    | —                                  | Isacco Maurogonato Pesaro          | 302                       | 59,10                     |
|                                    | —                                  | Clemente Pellegrini                | 209                       | 40,90                     |
|                                    |                                    |                                    |                           |                           |
| Iscritti                           | Iscritti                           | Iscritti                           | 744                       | 100,00                    |
| ↳ Votanti (% su iscritti)          | ↳ Votanti (% su iscritti)          | ↳ Votanti (% su iscritti)          | 524                       | 70,43                     |
| ↳ Voti validi (% su votanti)       | ↳ Voti validi (% su votanti)       | ↳ Voti validi (% su votanti)       | 511                       | 97,52                     |
| ↳ Schede non valide (% su votanti) | ↳ Schede non valide (% su votanti) | ↳ Schede non valide (% su votanti) | 13                        | 2,48                      |
| ↳ Astenuti (% su iscritti)         | ↳ Astenuti (% su iscritti)         | ↳ Astenuti (% su iscritti)         | 220                       | 29,57                     |

### XIV legislatura
Le votazioni si svolsero in 508 collegi uninominali a doppio turno con la normativa del 1860 (al primo turno un numero di voti maggiore di un terzo degli iscritti al voto).
| Partito                            | Partito                            | Candidato                          | Risultati 16 maggio 1880 | Risultati 16 maggio 1880 |
| Partito                            | Partito                            | Candidato                          | Voti                     | %                        |
| ---------------------------------- | ---------------------------------- | ---------------------------------- | ------------------------ | ------------------------ |
|                                    | —                                  | Isacco Maurogonato Pesaro          | 274                      | 58,67                    |
|                                    | —                                  | Clemente Pellegrini                | 193                      | 41,33                    |
|                                    |                                    |                                    |                          |                          |
| Iscritti                           | Iscritti                           | Iscritti                           | 774                      | 100,00                   |
| ↳ Votanti (% su iscritti)          | ↳ Votanti (% su iscritti)          | ↳ Votanti (% su iscritti)          | 497                      | 64,21                    |
| ↳ Voti validi (% su votanti)       | ↳ Voti validi (% su votanti)       | ↳ Voti validi (% su votanti)       | 467                      | 93,96                    |
| ↳ Schede non valide (% su votanti) | ↳ Schede non valide (% su votanti) | ↳ Schede non valide (% su votanti) | 30                       | 6,04                     |
| ↳ Astenuti (% su iscritti)         | ↳ Astenuti (% su iscritti)         | ↳ Astenuti (% su iscritti)         | 277                      | 35,79                    |

### XVIII legislatura
Le votazioni si svolsero in 508 collegi uninominali a doppio turno. Come previsto dalla legge elettorale politica del 28 giugno 1892, era eletto al primo turno il candidato che «ha ottenuto un numero di voti maggiore del sesto del numero totale degli elettori iscritti nella lista del collegio e più della metà dei suffragi dati dai votanti» escludendo le schede nulle (art. 74). Se nessun candidato era eletto, al ballottaggio tra i due candidati con più voti (art. 75) era eletto chi otteneva il maggior numero di voti oppure, in caso di ugual numero di voti, il maggiore d'età (art. 77).
| Partito                            | Partito                            | Candidato                          | Risultati 26 maggio 1895 | Risultati 26 maggio 1895 |
| Partito                            | Partito                            | Candidato                          | Voti                     | %                        |
| ---------------------------------- | ---------------------------------- | ---------------------------------- | ------------------------ | ------------------------ |
|                                    | —                                  | Egisto Zabeo                       | 1 590                    | 54,32                    |
|                                    | —                                  | Ferruccio Macola                   | 1 337                    | 45,68                    |
|                                    |                                    |                                    |                          |                          |
| Iscritti                           | Iscritti                           | Iscritti                           | 4 369                    | 100,00                   |
| ↳ Votanti (% su iscritti)          | ↳ Votanti (% su iscritti)          | ↳ Votanti (% su iscritti)          | 3 095                    | 70,84                    |
| ↳ Voti validi (% su votanti)       | ↳ Voti validi (% su votanti)       | ↳ Voti validi (% su votanti)       | 2 927                    | 94,57                    |
| ↳ Schede non valide (% su votanti) | ↳ Schede non valide (% su votanti) | ↳ Schede non valide (% su votanti) | 168                      | 5,43                     |
| ↳ Astenuti (% su iscritti)         | ↳ Astenuti (% su iscritti)         | ↳ Astenuti (% su iscritti)         | 1 274                    | 29,16                    |

### XIX legislatura
Le votazioni si svolsero in 508 collegi uninominali a doppio turno con la normativa del 1892 (al primo turno un numero di voti maggiore di un sesto degli iscritti al voto).
| Partito                            | Partito                            | Candidato                          | Risultati 26 maggio 1895 | Risultati 26 maggio 1895 |
| Partito                            | Partito                            | Candidato                          | Voti                     | %                        |
| ---------------------------------- | ---------------------------------- | ---------------------------------- | ------------------------ | ------------------------ |
|                                    | —                                  | Egisto Zabeo                       | 1 572                    | 57,99                    |
|                                    | —                                  | Marco Besso                        | 1 139                    | 42,01                    |
|                                    |                                    |                                    |                          |                          |
| Iscritti                           | Iscritti                           | Iscritti                           | 4 000                    | 100,00                   |
| ↳ Votanti (% su iscritti)          | ↳ Votanti (% su iscritti)          | ↳ Votanti (% su iscritti)          | 2 998                    | 74,95                    |
| ↳ Voti validi (% su votanti)       | ↳ Voti validi (% su votanti)       | ↳ Voti validi (% su votanti)       | 2 711                    | 90,43                    |
| ↳ Schede non valide (% su votanti) | ↳ Schede non valide (% su votanti) | ↳ Schede non valide (% su votanti) | 287                      | 9,57                     |
| ↳ Astenuti (% su iscritti)         | ↳ Astenuti (% su iscritti)         | ↳ Astenuti (% su iscritti)         | 1 002                    | 25,05                    |

### XX legislatura
Le votazioni si svolsero in 508 collegi uninominali a doppio turno con la normativa del 1892 (al primo turno un numero di voti maggiore di un sesto degli iscritti al voto).
| Partito                            | Partito                            | Candidato                          | Risultati 21 marzo 1897 | Risultati 21 marzo 1897 |
| Partito                            | Partito                            | Candidato                          | Voti                    | %                       |
| ---------------------------------- | ---------------------------------- | ---------------------------------- | ----------------------- | ----------------------- |
|                                    | —                                  | Egisto Zabeo                       | 1 252                   | 96,23                   |
|                                    | —                                  | Camillo Prampolini                 | 49                      | 3,77                    |
|                                    |                                    |                                    |                         |                         |
| Iscritti                           | Iscritti                           | Iscritti                           | 4 011                   | 100,00                  |
| ↳ Votanti (% su iscritti)          | ↳ Votanti (% su iscritti)          | ↳ Votanti (% su iscritti)          | 1 446                   | 36,05                   |
| ↳ Voti validi (% su votanti)       | ↳ Voti validi (% su votanti)       | ↳ Voti validi (% su votanti)       | 1 301                   | 89,97                   |
| ↳ Schede non valide (% su votanti) | ↳ Schede non valide (% su votanti) | ↳ Schede non valide (% su votanti) | 145                     | 10,03                   |
| ↳ Astenuti (% su iscritti)         | ↳ Astenuti (% su iscritti)         | ↳ Astenuti (% su iscritti)         | 2 565                   | 63,95                   |

### XXI legislatura
Le votazioni si svolsero in 508 collegi uninominali a doppio turno con la normativa del 1892 (al primo turno un numero di voti maggiore di un sesto degli iscritti al voto).

### XXII legislatura
Le votazioni si svolsero in 508 collegi uninominali a doppio turno con la normativa del 1892 (al primo turno un numero di voti maggiore di un sesto degli iscritti al voto).

### XXIII legislatura
Le votazioni si svolsero in 508 collegi uninominali a doppio turno con la normativa del 1892 (al primo turno un numero di voti maggiore di un sesto degli iscritti al voto).

### XXIV legislatura
Le votazioni si svolsero negli stessi 508 collegi uninominali già esistenti ma, come previsto dal regio decreto del 26 giugno 1913, era eletto al primo turno il candidato che «ha ottenuto un numero di voti maggiore del decimo del numero totale degli elettori del collegio e più della metà dei suffragi dati dai votanti» escludendo le schede nulle (art. 91). Se nessun candidato era eletto, al ballottaggio tra i due candidati con più voti (art. 92) era eletto chi otteneva il maggior numero di voti oppure, in caso di ugual numero di voti, il maggiore d'età (art. 93).